# Main Place Tower
La Main Place Tower es un rascacielos de oficinas ubicada en Búfalo, una ciudad del estado de Nueva York (Estados Unidos). Está ubicada en 350 Main Street, es el cuarto edificio más alto de la ciudad y alberga muchas empresas de tecnología y comunicaciones. La torre está conectada al Main Place Mall, el único centro comercial del centro de la ciudad, con un área bruta alquilable de 23 226 m². En los últimos años, ha perdido gran parte de sus tiendas minoristas a causa de los centros comerciales suburbanos. La torre, construida en 1969, se eleva a 107 metros.

## Historia
La ubicación actual de Main Place Tower era originalmente Shelton Square, una manzana de tráfico considerable en la ciudad. Shelton Square fue el escenario de un truco publicitario notorio en 1955, cuando el disc-jockey Tom Clay subió a la parte superior de una valla publicitaria en la plaza e interrumpió el tráfico tocando repetidamente "Rock Around the Clock" de Bill Haley & His Comets en un altavoz; el incidente llevó al despido y arresto de Clay.
Originalmente era la sede del Banco de Ahorros del Condado de Erie y se conoció como One Empire Tower cuando el Banco de Ahorros del Condado de Erie se convirtió en Empire of America. Pasó a llamarse Main Place Tower en la década de 1980 con la desaparición del Empire of America. La torre de la plaza principal se construyó como parte de un proyecto de renovación urbana. El terreno del edificio fue anteriormente el hogar del edificio de la Caja de Ahorros del Condado de Erie, con forma de castillo de estilo románico de Richardson. El Banco de Ahorros del Condado de Erie fue tanto el inquilino principal como el patrocinador financiero de la construcción de la torre Main Place y arrendó los primeros tres pisos una vez que se completó.
A partir de 2020, el centro comercial tenía solo cuatro inquilinos restantes y ninguna cadena nacional importante; también funcionan dos restaurantes y un patio de comidas. Ese año, la ciudad anunció planes para colaborar con el propietario de Main Place y cerrar el centro comercial para dejar espacio para más oficinas y estacionamiento, lo que está destinado a aliviar la alta tasa de ocupación de la torre.

## Galería

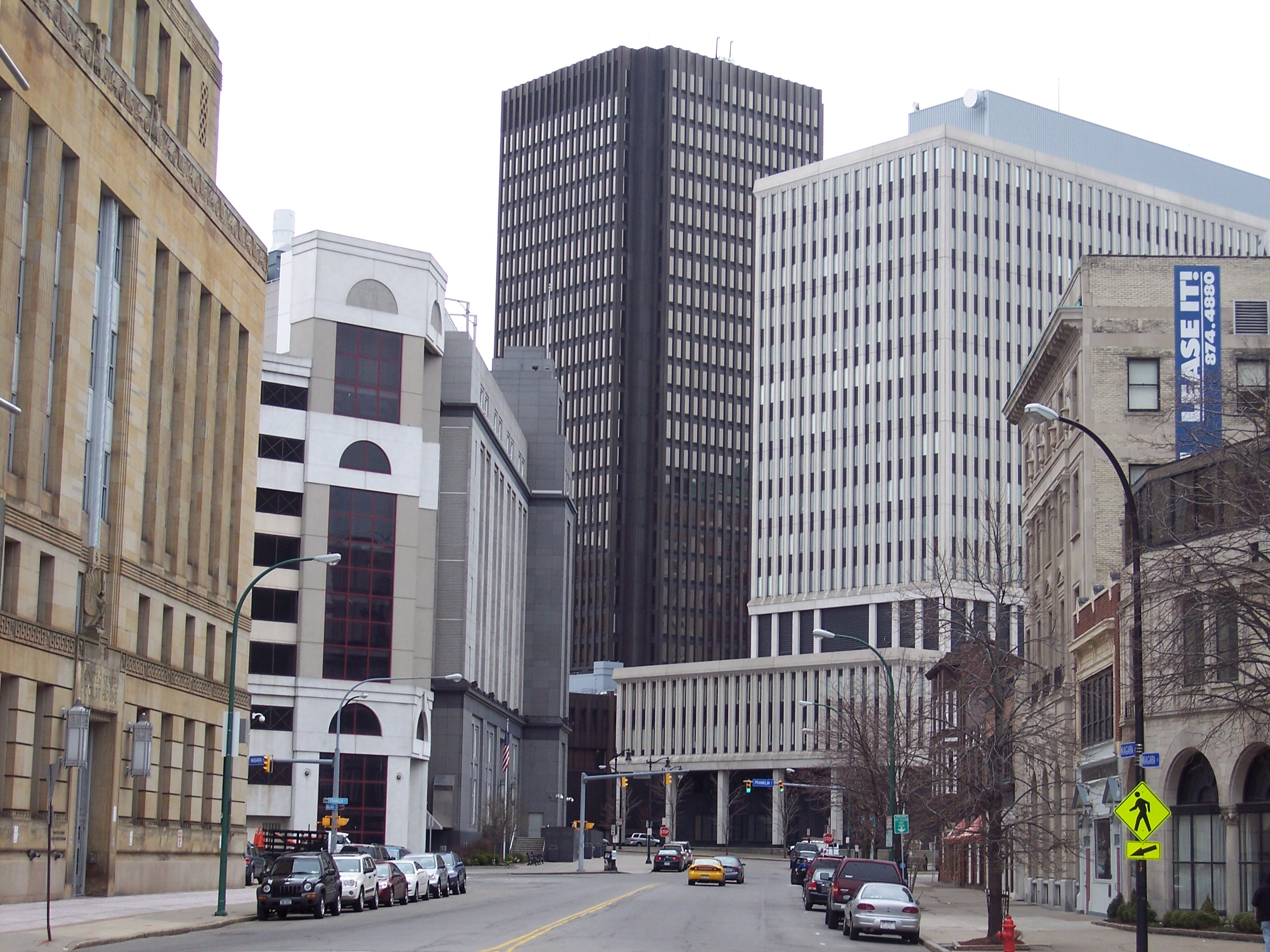
Desde Niagara Square
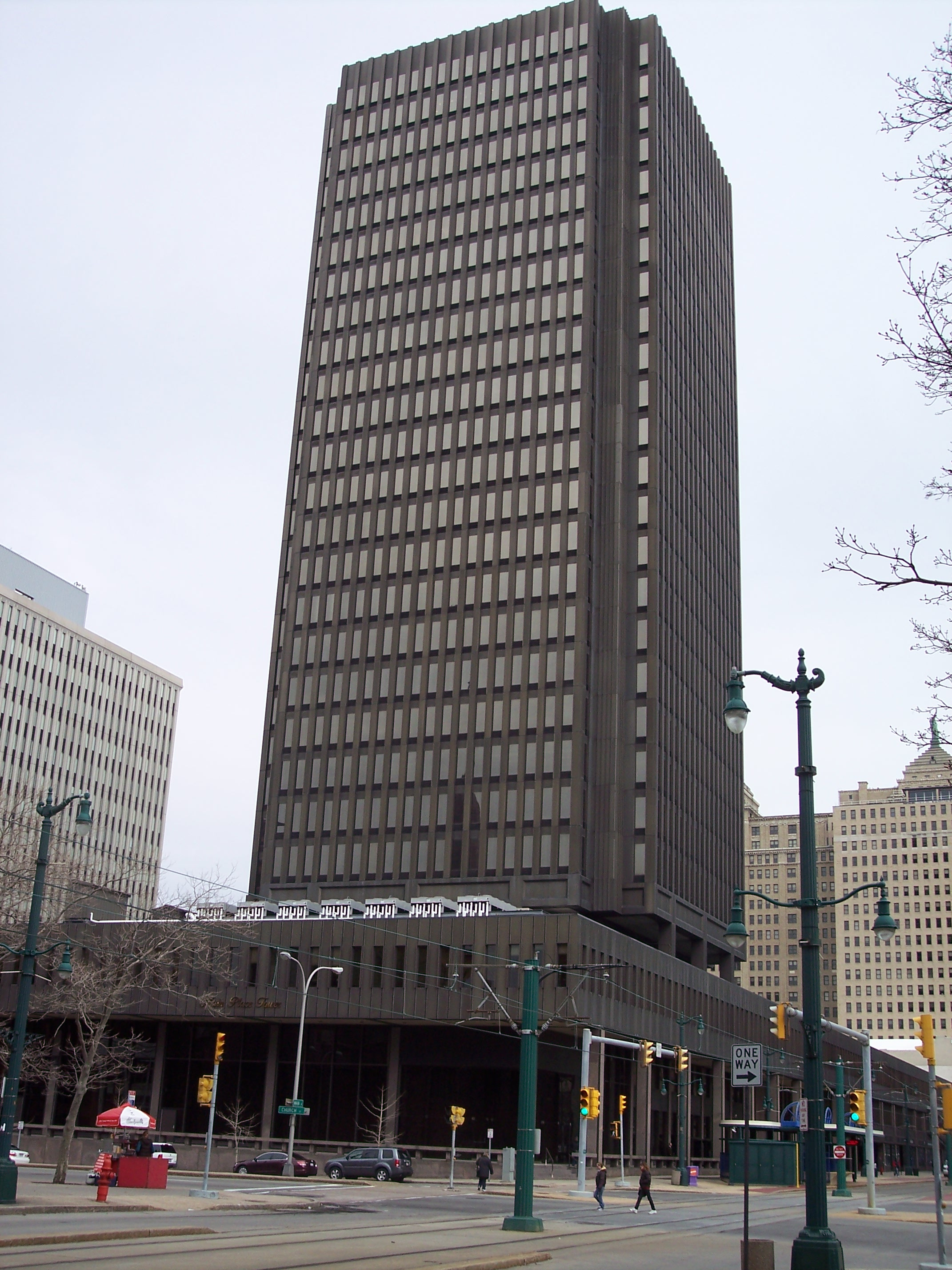
Desde el nivel de la calle